# Leptochiton alveolus
Leptochiton alveolus är en blötdjursart som först beskrevs av Sven Lovén 1846.
Leptochiton alveolus ingår i släktet Leptochiton och familjen Leptochitonidae. Enligt den svenska rödlistan är arten sårbar i Sverige. Arten förekommer i Götaland. Artens livsmiljö är havet. Inga underarter finns listade i Catalogue of Life.